# Nokia 3500 classic
Nokia 3500 classic — тридіапазонний мобільний телефон фірми Nokia, випущений в червні 2007 року. Є іміджевим телефоном середнього класу.

## Характеристики
Поставлявся в корпусі одного з чотирьох кольорів: сірий, рожевий, помаранчевий, синій. При цьому передня панель телефону завжди чорна (кольоровими, як правило, є бічні частини, задня панель, окантовка клавіші Nokia Navi і міжклавішне підсвічування. Бічна частина і задня панель можуть бути також і чорного кольору). Телефон має суцільнометалеву окантовку, що захищає екран від подряпин.
При порівняно невеликій ціні телефон має відносно привабливий дизайн, приємне на дотик покриття, двомегапіксельну камеру (без спалаху), слот для flash-карт microSD розміром до 2 ГБ, високошвидкісний інтернет EDGE, FM-радіо і потужний динамік на задньому корпусі. Працює на базі Series 40.
Батарея телефону тримає близько 3 годин у режимі розмови і 280—300 годин в режимі очікування. Має 8,5 МБ вбудованої пам'яті.

## Галерея

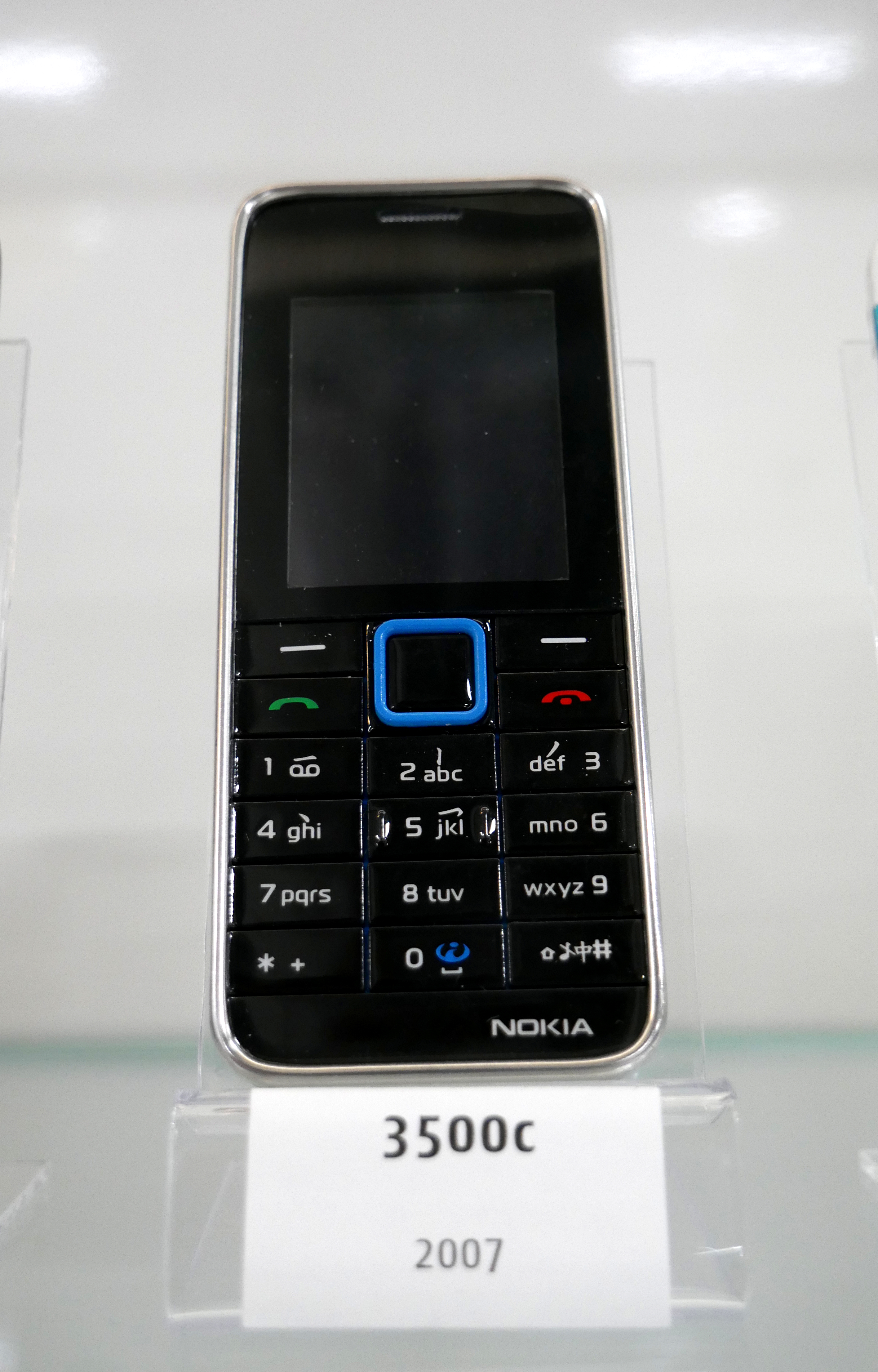
Телефон із вимкненим дисплеєм
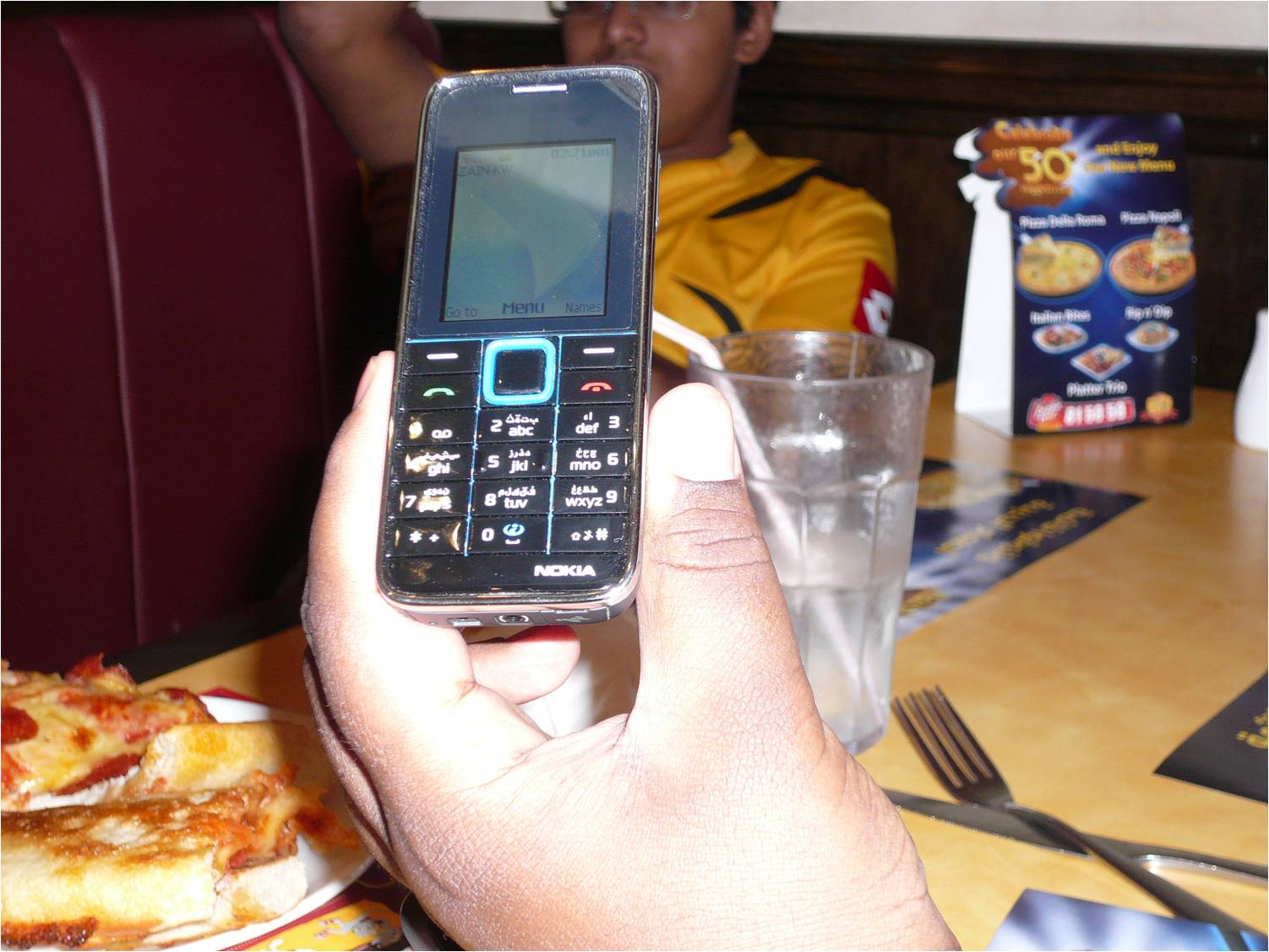
Телефон у руці